# Alvarenga (embarcação)
Alvarenga é uma embarcação sem propulsão própria utilizada para transbordo de carga ou desembarque. Navio de construção robusta, pode ter o casco feito de ferro ou madeira e possui fundo chato. A terminologia Alvarenga é muito utilizada na costa do nordeste do Brasil.